# Bar tiki

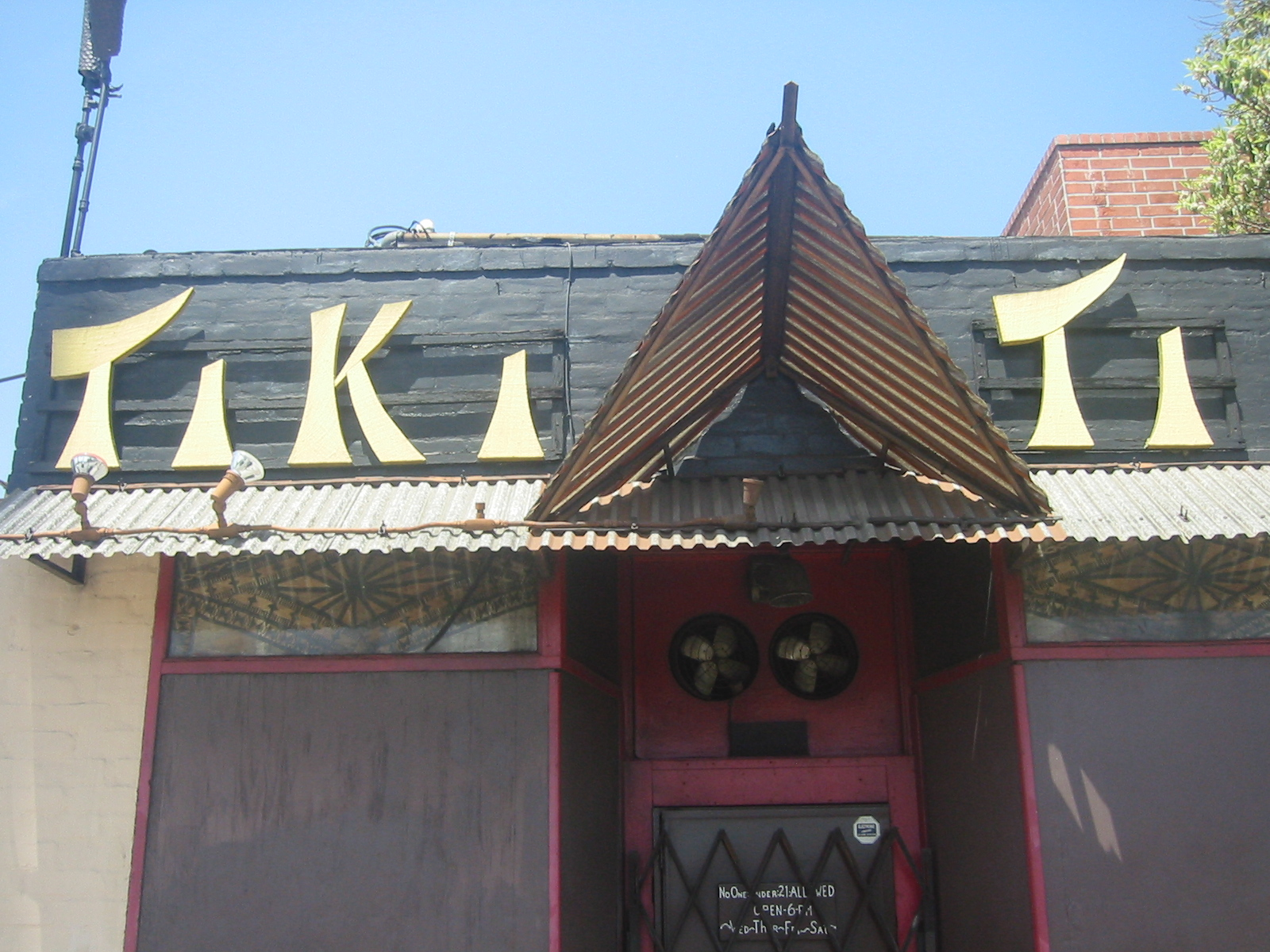
El bar Tiki Ti, un ejemplo de bar tiki en Sunset Boulevard, distrito de Silver Lake, Los Ángeles.

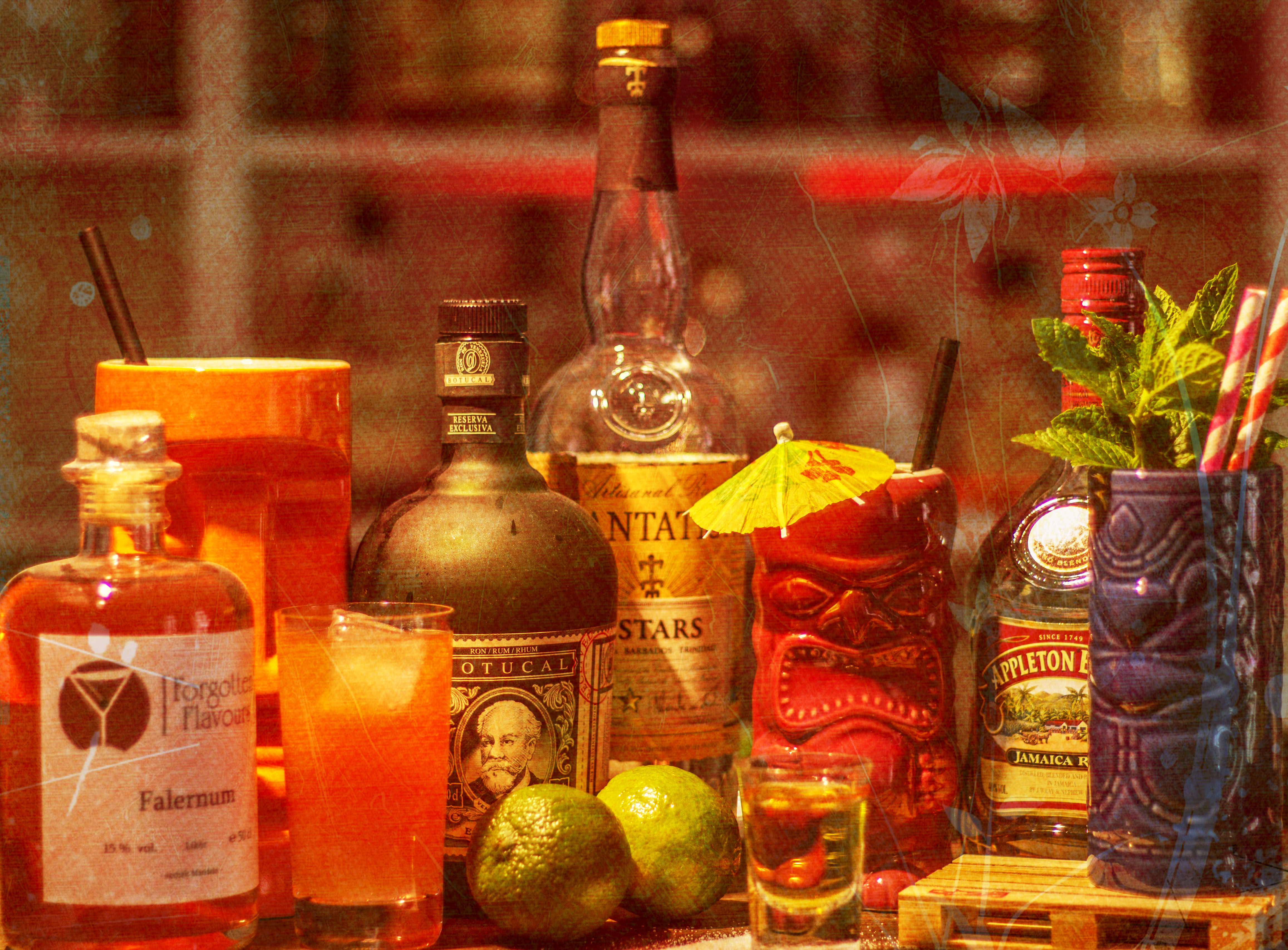
Cócteles y tazas estilo tiki.

Un bar tiki es un establecimiento de hostelería en el que se sirven cócteles, en especial aquellos que contienen ron, como el Mai Tai y el Zombie. Estos establecimientos están decorados a la usanza de la cultura tiki: un movimiento cultural estadounidense de mediados del siglo XX, basado en una concepción romántica de las culturas polinesias.
El interior y el exterior de un bar tiki a menudo presentan ornamentaciones de máscaras/tótems tiki, tejidos de cañas, tela tapa, tejidos tropicales, antorchas tiki, nasas para peces, bambúes, lava, chicas hula, palmeras y otras decoraciones temáticas del Pacífico Sur. También son populares las fuentes, cascadas y lagunas interiores. Algunos bares tiki también incluyen un escenario para actuaciones en directo, como bandas de estilo exótica y/o espectáculos de danzas polinesias.

## Historia

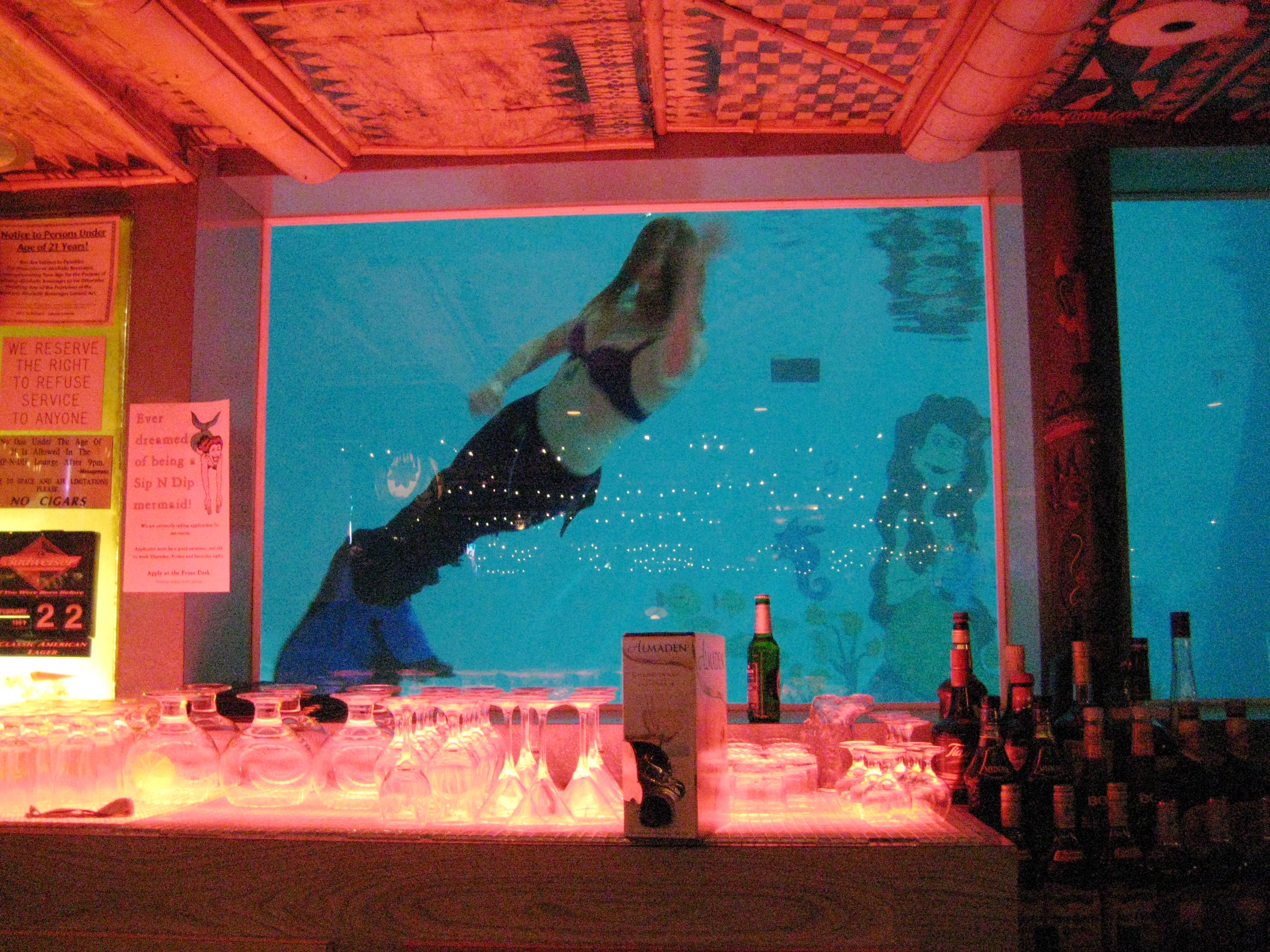
Las "sirenas" del Sip´n Dip Lounge, nadando en un tanque acuático interior a la vista de los clientes del restaurante.

Uno de los primeros bares tiki era el Don the Beachcomber, fundado en 1933 en Los Ángeles por Ernest Gantt (alias "Donn Beach"). El bar servía un abundante surtido de cócteles elaborados a base de ron (incluidos los populares Sumatra Kula y Zombie), así como comida china cantonesa. La decoración consistía en numerosos artefactos y cachivaches coleccionados por Gantt durante sus viajes por los trópicos. Cuando este fue llamado a filas para luchar en la II Guerra Mundial, su exmujer asumió la gestión del local, que prosperó y se convirtió en una cadena de 16 restaurantes.
A su regreso, Gantt se mudó a Hawái y abrió el Waikiki Beach, uno de los bares tiki arquetípicos. Este establecimiento tenía una decoración temática basada en el Pacífico Sur: palmeras, máscaras tiki, un aspersor de jardín que lanzaba una llovizna fina sobre el tejado, y un pájaro miná entrenado para que chillase "¡dame una cerveza, idiota!" El bar estaba situado a pie de playa e iluminado por antorchas tiki en el exterior, que acrecentaban su aspecto primitivo.
El otro bar tiki por excelencia es Trader Vic's, cadena cuyo primer local fue abierto en 1936 en Oakland, California, por Victor Bergeron (alias "Trader Vic"). El Mai Tai, cóctel esencial de la cultura tiki, fue concebido por Bergeron en 1944. Tras el éxito inicial, el dueño amplió el negocio hasta abrir otros bares de la cadena Trader Vic's en todo el mundo, además de fabricar mezclas de cóctel embotelladas y otros productos similares para la venta al por menor. La familia Bergeron todavía gestiona al menos uno de los restaurantes, aunque el bar original en Oakland acabó cerrando. Sin embargo, todavía existe otro restaurante de la cadena en Emeryville, California, a corta distancia de la ubicación original.
La Sala Tonga (Tonga Room en inglés) del Hotel Fairmont en San Francisco es otro icónico bar tiki, abierto desde 1945 y restaurado/renovado varias veces. En 1962, el Sip 'n Dip Lounge abrió sus puertas en Great Falls, Montana, el cual se hizo famoso por su piscina de interior, en la que se pueden ver empleadas del local disfrazadas de sirenas. Este peculiar diseño se inspiró en el Playboy Club de Chicago.
Los bares tiki florecieron durante un período de treinta años, para luego pasar de moda. Sin embargo, estos bares temáticos recobraron su popularidad a finales de la década de 1990, con el resurgimiento de la cultura tiki.

## Cócteles

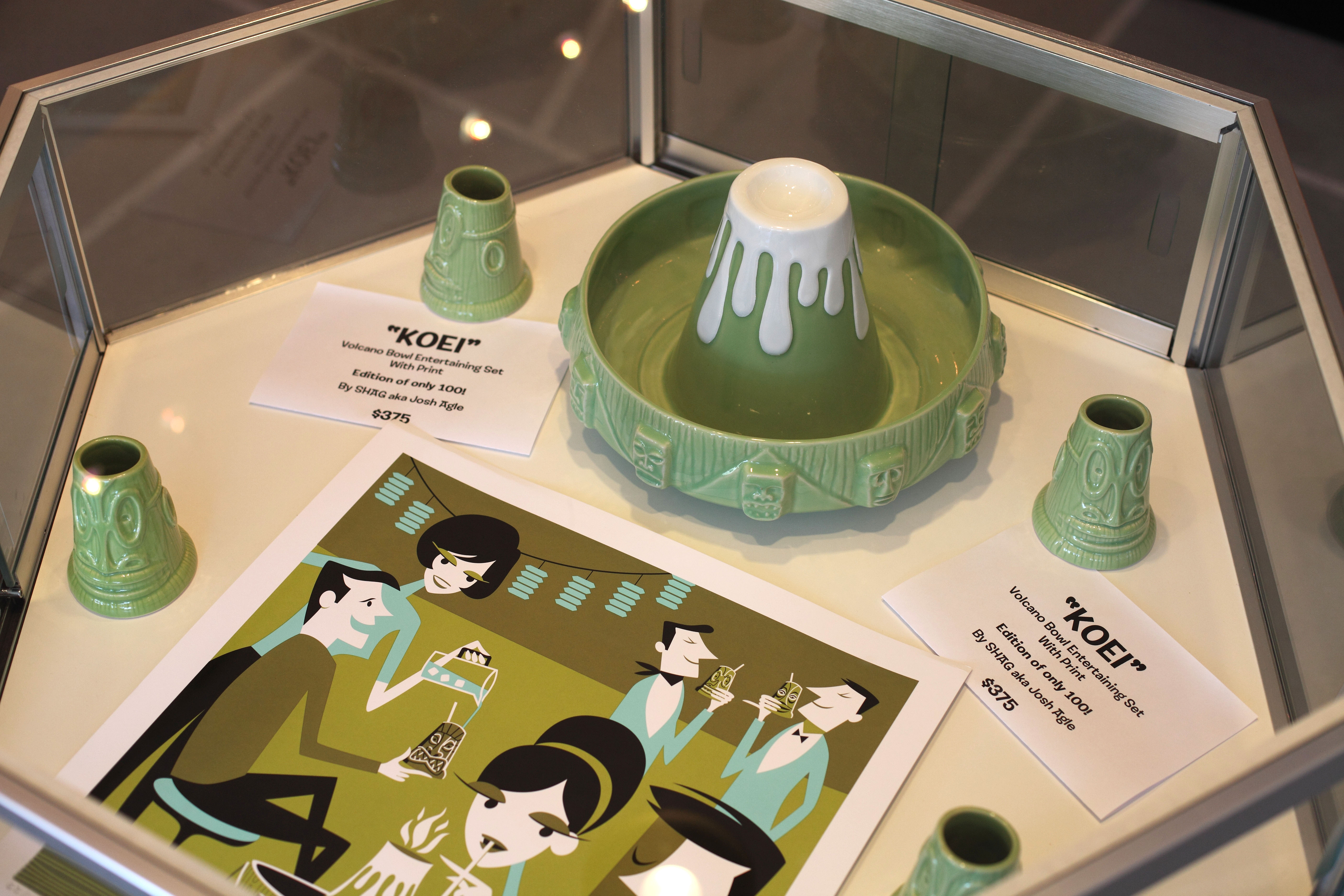
Una taza en forma de volcán. Nótese el hueco de la parte superior para flambear alcohol, simulando una erupción.

Un rasgo típico de los bares tiki son los complejos cócteles que sirven, cuyas recetas suelen custodiarse en secreto de la competencia. Estos cócteles se elaboran principalmente con ron, curaçao, zumos de frutas y bíteres; se sirven en vasos de cerámica en forma de tikis, cocos o volcanes. Algunos cócteles se consumen en grupo, como el cuenco de escorpión. Asimismo, las bebidas suelen ir acompañadas de sombrillitas de papel. En el caso de las tazas en forma de volcán, el cóctel se sitúa en el cuenco circular que rodea la base de la taza, mientras que el espacio cóncavo que asemeja la caldera del volcán se rellena con alcohol de 75,5 grados y se flambea, para crear ambiente.